# Teatro di Torino
Il Teatro di Torino (in origine Teatro Scribe), ubicato in Via Giuseppe Verdi, 16, nel centro storico della città a pochi metri di distanza dalla Mole Antonelliana, è stato uno dei primi e più gloriosi teatri del capoluogo piemontese, i cui attuali ruderi costituiscono l'unica memoria superstite delle distruzioni causate dai bombardamenti della seconda guerra mondiale.

## Storia

### Il Teatro Scribe
In origine si chiamava Teatro Scribe e fu edificato nel 1857, su progetto dell'architetto Giuseppe Bollati. La sala era un trionfo di dorature e vantava quattro ordini di palchi con loggione, per una capienza complessiva di 1.400 spettatori. Insieme al Carignano e al vicino Regio, costituiva uno dei palchi più importanti della capitale del Regno di Sardegna.
Il declino avvenne dopo il 1865, con il contestatissimo trasferimento del ruolo di capitale prima a Firenze e poi a Roma. Da allora il teatro ospitò solamente eventi minori quali feste in maschera, balli di carnevale e saltuarie rappresentazioni di compagnie filodrammatiche.
Nel 1915 il Teatro Scribe divenne noto prevalentemente come ribalta preferita per compagnie dialettali.

### Il Teatro di Torino e la rinascita
Ridotto a teatro consumato, la sua rinascita la si deve a quell'eclettico imprenditore che fu Riccardo Gualino. Dopo aver inaugurato nel 1925 un piccolo teatro privato in via Galliari 28 presso la propria abitazione, Gualino acquistò lo Scribe e dopo un attento restauro seguito dal critico d'arte Lionello Venturi e dal pittore Gigi Chessa lo rinominò Teatro di Torino.
Nonostante l’intento primario del celebre imprenditore mecenate fosse quello di finanziare un teatro d'avanguardia, dove concertisti e compagnie di prosa di alto livello si esibissero fuori dal repertorio tradizionale, per l’inaugurazione tenutasi il 26 novembre del 1925 venne scelto di portare in scena l’opera di Gioachino Rossini L’italiana in Algeri, con un grande fondale dipinto da Gigi Chessa.
La direzione artistica fu affidata a Guido Maggiorino Gatti che in seguito scritturò le migliori compagnie di prosa del tempo e, con slancio innovativo, scelse di rappresentare anche opere di Alfano, Bloch, Casella, Hindemith, Kódaly, Malipiero, Perrachio, Pizzetti e Prokof'ev che fu personalmente ospite nel 1929. Numerose e apprezzatissime furono le rappresentazioni di autori contemporanei come Berthold Brecht, Luigi Pirandello ed Enrico Prampolini, di cui successivamente furono anche rappresentate alcune opere d'avanguardia ispirate alla corrente futurista, fino ad arrivare a ospitare inconsuete rappresentazioni giapponesi del teatro kabuki. 
Il Teatro di Torino ospitò le migliori compagnie di prosa del tempo e in pochi anni si dotò di un'orchestra stabile di altissimo livello, finanziata dallo stesso Gualino e diretta dal maestro Vittorio Gui. Contestualmente, andò formarsi anche una prestigiosa scuola di danza che si avvalse della partecipazione di Bella Hutter, Raja Markmann e della stessa Cesarina Gurgo Salice, moglie di Riccardo Gualino. Il Teatro di Torino visse dunque una nuova, intensa stagione che incontrò un assai positivo riscontro nell'intellighenzia torinese, divenendo un riferimento di rilievo per il panorama culturale della città, seppur in contrasto con la retorica nazionalistica del tempo, fortemente influenzata dal regime fascista. 
Malauguratamente, questa rinascita si rivelò troppo breve ed effimera. Dopo appena cinque anni dalla trionfale apertura e stagioni con rappresentazioni di grande richiamo, il Teatro di Torino cessò la sua attività il nel 1930, a seguito del dissesto economico che travolse il suo ispirato fondatore, Riccardo Gualino e del suo confino a Lipari.

### L'Auditorium Eiar
Nel 1931 il Teatro di Torino, grazie alla sua modernissima apparecchiatura e a un'invidiabile orchestra stabile venne acquistato dall'EIAR, facendone la propria sede legale e il primo Auditorium Eiar d'Italia.
Operando per quasi quindici anni, divenne la prima sede della propria Orchestra Sinfonica Nazionale, che oggi ha sede presso il nuovo Auditorium Rai di via Rossini.
Inoltre qui, a partire dagli anni cinquanta del Novecento la RAI effettuò i primi esperimenti di trasmissione televisiva.

### I bombardamenti
Tuttavia il destino segnò nuovamente la tormentata storia del teatro. La sua vicinanza al Distretto Militare di via Verdi 16 e alla vicina caserma di corso San Maurizio lo posero al centro dei bombardamenti anglo-americani del 9 dicembre del 1942, quando fu centrato da un ordigno che lo sventrò, distruggendo completamente la grande sala, lasciando in piedi soltanto i muri perimetrali e parte del foyer.

### Il teatro oggi ed eventuali sviluppi futuri
L'area attualmente continua a essere di proprietà della RAI e i ruderi dell'edificio ospitano al loro interno un parcheggio di mezzi aziendali. Ciò che rimane dell'edificio del teatro è circondato da una sorta di distretto della comunicazione in quanto, nelle immediate vicinanze, trovano sede il Museo Nazionale del Cinema, il Museo della Radio e della Televisione, la sede storica della Rai e la sede dei corsi di laurea in Scienze della Comunicazione e in Discipline dell'Arte, della Musica e dello Spettacolo.
Si sono ipotizzate nuove sorti per questo edificio, indicandolo come probabile sede di un futuro Museo dell'Informatica (poi realizzato a Borgata Vittoria), da un'idea dell'imprenditore torinese Marco Boglione.
Buona parte delle finestre e il muro perimetrale dell'edificio sono rivestiti da pannelli fotografici permanenti relativi al vicino Museo Nazionale del Cinema.